# Tatort: Schlaflose Nächte
Schlaflose Nächte ist ein Fernsehfilm aus der Krimireihe Tatort der vom Südwestfunk unter der Regie von Hartmut Schoen produziert und erstmals am 8. September 1996 ausgestrahlt wurde. Es ist die 340. Tatortepisode und neunte Folge mit der Ludwigshafener Ermittlerin Lena Odenthal.

## Handlung
Die Ludwigshafener Kommissarin Lena Odenthal wird mit einem Mordfall betraut, nachdem eine Schülerin des St. Ursula Gymnasiums noch am Abend der Abi-Feier von einer Balustrade in die Tiefe gestürzt ist. Die Spuren schließen einen Selbstmord aus und zusammen mit ihrer Assistentin Karin Fellner versucht Odenthal die Hintergründe der Tat und den Mörder zu finden. Eine anonyme Anruferin bestellt die Ermittlerin am Abend ins Internat des Gymnasiums. Dort trifft sie auf Anna Maria Henkel, eine Mitschülerin des Opfers, die offensichtlich Angst vor dem Mörder hat und sich in dem Gebäude versteckt hält. Odenthal ist sich sicher, dass das Mädchen etwas verschweigt, doch gelingt es ihr nicht, sie zum Reden zu bringen. Anna erhoffte Polizeischutz zu erhalten, was ihr Odenthal aufgrund ihrer mangelnden Kooperation versagt.
Vom Vater des Opfers erfahren die Ermittler, dass seine Tochter ein Verhältnis mit dem wesentlich älteren Klaus Lottmann hatte, der als erfolgreicher Geschäftsmann der Internatsstiftung vorsitzt. Mit seiner Heirat hatte er von seinem Schwiegervater ein renommiertes Möbelhaus übernommen und hat sich auch einen Vorsitz im Vorstand des örtlichen Hockeyclub gesichert. Er genießt diesen Status und gibt sich entsprechend arrogant. Bei der Damenwelt ist er ebenso kein Kostverächter, was seiner Ehefrau schmerzlich bewusst ist. Odenthal hält ihn für tatverdächtig, da er am Tatabend bei der Feier anwesend war und sich bei seinen Aussagen in Widersprüche verstrickt. Als ihm der Ernst seiner Lage bewusst wird, gibt er den Namen seiner Liebhaberin bekannt, die bestätigt, dass er zur Tatzeit bei ihr gewesen sei.
In der Zwischenzeit versucht Anna Maria Henkel mit Lottmann in Kontakt zu kommen. Sie begibt sich in sein Möbelhaus, trifft ihn aber nicht an, sondern wird dort nur von seinem Sohn vertröstet. Charly Lottmann wird am Ende sogar zudringlich und als Anna sich gegen ihn zur Wehr setzt, trifft sie ihn am Kopf und er bleibt leblos am Boden liegen. In der Annahme, dass sie Charly umgebracht hat, offenbart sie sich der Polizei, doch die Leiche wird nicht im Möbelhaus gefunden, sondern im Swimmingpool seines Vaters. Für Odenthal ist das mysteriös und sie befragt Lottmann, der nun gesteht von den Mädchen erpresst worden zu sein. Anna hatte Fotos und Filmmaterial von seinem Liebesabenteuer mit ihrer Freundin gemacht. Er hatte die Anrufe, die daraufhin eingingen und im „schlaflose Nächte“ wünschten nicht für ernst genommen, doch Odenthal ist sich sicher, dass es gar nicht die Mädchen waren, die ihn angerufen hatten. Sie versucht den letzten Anruf zu analysieren und findet Hinweise auf einen möglicherweise geplanten Vergeltungsakt. Nun geht Lottmann endlich auf die Erpressung ein und begibt sich unter polizeilicher Beobachtung zu dem angegebenen Ort der Geldübergabe. Dort stellt sich heraus, dass Lottmanns Schwiegervater die versuchte Erpressung der Mädchen aufgenommen hat und seinem Schwiegersohn eine Lektion erteilen wollte für die Demütigungen, die seine Ehefrau seinetwegen erdulden musste. Lottmann hatte zudem sein Möbelhaus völlig für sich vereinnahmt und ihn förmlich herausgedrängt. Seinen Sohn Charly, aus erster Ehe stammend, hatte er an seine Stelle eingesetzt. Somit rächte er sich zuerst an Lottmanns kleiner Freundin und dann an seinem Sohn.

## Hintergrund
In dieser Folge wird Lena Odenthal durch zwei Assistenten unterstützt. Karin Fellner gespielt von Ulrike Bliefert und Ferdi Robotka, verkörpert von Steffen Münster. 2007 erschien die Folge auch als Hörbuch.

## Rezeption

### Einschaltquote
7,92 Millionen Zuschauer sahen die Folge Schlaflose Nächte in Deutschland bei ihrer Erstausstrahlung am 8. September 1996, was einem Marktanteil von 23,07 Prozent entsprach.

### Kritik
Die Kritiker der Fernsehzeitschrift TV Spielfilm geben den Daumen nach oben und meinen: „Ulrike Folkerts schlägt sich wacker am ‚Tatort‘ Geschlechterkampf.“ Fazit: „Harter TV-Krimi mit miesen Kerlen.“